# Donald Runnicles
OBE Donald Runnicles (Edimburg, Escòcia, 16 de novembre de 1954) és un director d'orquestra escocès particularment associat amb el repertori alemany i britànic. En l'actualitat, i des del 2009, és el director musical general de l'Òpera Alemanya de Berlín.

## Biografia
Va estudiar a la Universitat de Cambridge començant la seva activitat professional com a mestre repetiteur en el teatre de Mannheim, Alemanya. Posteriorment va ser director general de l'òpera de Freiburg, Alemanya. Va debutar en el Metropolitan Opera de Nova York amb Lulú d'Alban Berg el 1988, on ha dirigit en successives temporades Der Rosenkavalier, Werther, Les noces de Fígaro, Manon Lescaut i Peter Grimes. El 1991 va dirigir Don Giovanni al Festival de Glyndebourne.
En el Festival de Bayreuth va dirigir el 1992, 1993 i 1995 les últimes reposicions de la producció de Wolfgang Wagner de Tannhäuser.

### San Francisco
La seva reeixida direcció de L'anell del nibelung de Wagner a San Francisco (1990) el va promoure a director musical de l'Òpera de San Francisco entre 1992 i 2009 on va dirigir més de 50 produccions incloent Doctor Atomic de John Adams i la premiere nord-americana de St. François d'Assise d'Olivier Messiaen, les estrenes mundials de The Dangerous Liaisons (Les amistats perilloses) de Conrad Susa amb Frederica von Stade, Renée Fleming i Thomas Hampson i Harvey Milk de Stewart Wallace i rareses com The Mother of Us all de Virgil Thomson i Gertrude Stein, Lady Macbeth of Mtsensk de Shostakovich, Doktor Faust de Busoni, La ciutat morta de Erich Wolfgang Korngold i Kàtia Kabànova de Leoš Janáček. Altres importants produccions han estat Madama Butterfly, Otello, Hänsel und Gretel, Don Giovanni, La Damnation de Faust, Die Meistersinger, Katia Kabanová, Falstaff, Billy Budd, Tosca, Der fliegende Holländer, Turandot i Pique Dame.
El seu enregistrament amb l'elenc de la SFO d'Orfeu i Eurídice (Orphée et Eurydice) de Gluck va obtenir una nominació al Premi Grammy.

### Activitat orquestral
Ha dirigit la Philadelphia Orchestra, Cleveland Orchestra, San Francisco Symphony, Chicago Symphony i la Miami Beach New World Symphony i com a hoste de la BBC Symphony Orchestra, North German Radio Orchestra Hamburg (NDR) i l'Orquestra Simfònica de la Ràdio de Baviera de Múnic, com els BBC London Proms i el Edinburgh Festival a més de les seves aparicions anuals en l'Òpera Estatal de Viena. Altres teatres on actua regularment són les òperes de Ámsterdam, Berlín, Colònia, Copenhaguen, Hamburg, Milà, Múnic, París i Zúric.

## Discografia
- Beethoven / Beethoven: Simfonia núm. 9 / Runnicles, Atlanta Sota
- Bellini: I Capuleti e i Montecchi / Jennifer Larmore, Hong.
- Britten: Peter Grimes / Metropolitan Opera DVD 2008
- Britten: Billy Budd / Runnicles, Bo Skovhus, Festival Vienna 2001.
- Britten: Sinfonia da Requiem / Elgar, Davies, Turnage
- Gluck: Orphée Et Eurydice / Runnicles, Larmore, Dawn Upshaw.
- Humperdinck: Hänsel und Gretel / Runnicles, Larmore, Ziesak.
- Korngold: Die tote Stadt / Runnicles, Salzburg Festival 2004.
- Mozart: Requiem / Runnicles, Levin Edition.
- Orff: Carmina Burana / Runnicles, Hong, Atlanta.
- Puccini: Turandot / Éva Marton, Sylvester. SFO. (DVD)
- Strauss: Capriccio / Kiri Et Kanawa, Tatiana Troyanos, SFO. (DVD)
- Strauss: Ein Heldenleben, Etc / Runnicles, NDR Sota Hamburg.
- Strauss: Quatre últimes cançons - Four Last Songs; Wagner Liebestod/ Christine Brewer.
- Strauss: Four Last Songs, Alban Berg, Wagner: Wesendonck Lieder / Eaglen.
- Wagner: Tristany i Isolda / Runnicles, Brewer, Treleaven, Rose.
- Wagner: Wesendonck Lieder / Jane Eaglen, LSO
- Wagner: Arias, Wesendonck Lieder / Jonas Kaufmann, DO
- Wagner: L'anell del nibelung / escenes orquestrals, Dresden Staatskapelle
- Wallace: Harvey Milk / Runnicles, San Francisco Opera